# Chiesa di Santa Maria della Neve (Boara Pisani)
La chiesa di Santa Maria della Neve è la parrocchiale di Boara Pisani, in provincia e diocesi di Padova; fa parte del vicariato di Monselice.

## Storia

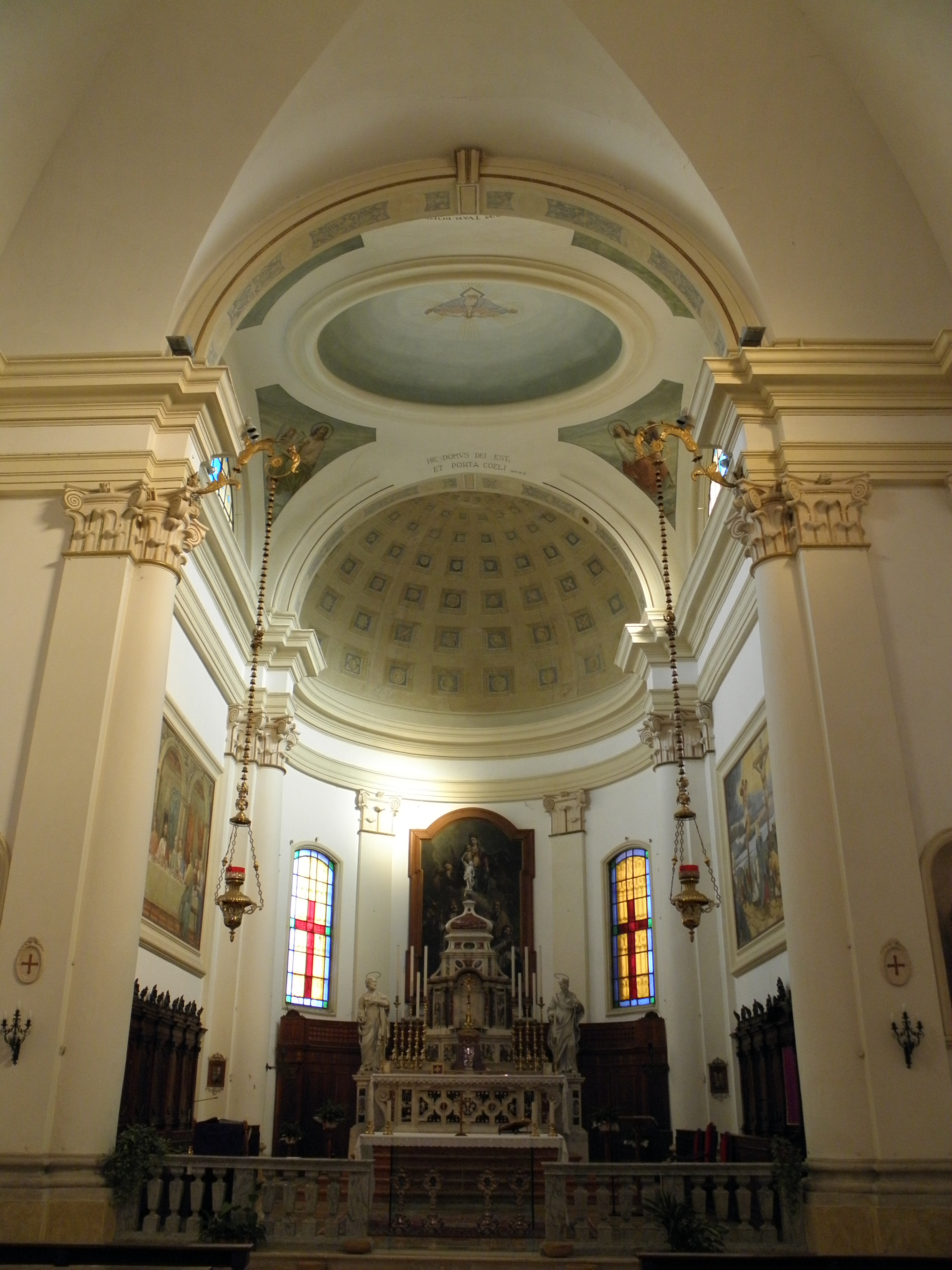
L'interno

Si sa che, anticamente, sorgeva nella zona di Boara Pisani una piccola chiesa, demolita nel XV secolo. 
Da quel periodo la popolazione locale, per assistere alle funzioni religiose, dovette recarsi nella parrocchiale di Boara Polesine, situata sull'altra sponda dell'Adige. 
All'inizio del Cinquecento, la popolazione era aumentata ed era diventato impensabile che tutti gli abitanti del paese si recassero nella chiesa di Boara Polesine, così si decise di erigerne una nuova nel centro del borgo. La nuova chiesa fu edificata nel 1536 ed elevata a parrocchiale nel 1563. Detta chiesa venne sommersa da un'alluvione nel 1648 e prontamente ricostruita. L'attuale parrocchiale venne edificata tra il 1767 ed il 1776 in stile barocco. L'edificio fu poi ristrutturato nel 1967 e nel 2004.

## Descrizione

### Interno
Un'opera di valore situata all'interno della chiesa è l'altare della Madonna, che è decorato con una cornice seicentesca all'interno della quale sono presenti delle specchiature terminanti con una foglia sfrangiata e separate da un motivo decorativo nastriforme. Dentro la cornice sono inseriti dei dipinti raffiguranti i Misteri del Rosario. Le statue settecentesche rappresentanti i Santi Pietro e Paolo sono opera di Pietro Danieletti.